# Lakabäcken
De Lakabäcken is een rivier in Zweden, die door de gemeenten Boden en Luleå komt. De rivier wordt eerst Söribäcken en later Norrämarkbäcken genoemd, stroomt naar het zuiden naar het meer Lakaviken, daarna naar het noordoosten, mondt in de Botnische Golf uit en is 36 kilometer lang.